# 聖弗朗西斯鎮區 (伊利諾伊州埃芬漢縣)
聖弗朗西斯鎮區（英語：St. Francis Township）是位於美國伊利諾伊州埃芬漢縣的一個行政鎮區。

## 地方資料
根據2010年美國人口普查的數據，聖弗朗西斯鎮區的面積為83.80平方千米，當中陸地面積為83.80平方千米，而水域面積為0.00平方千米。當地共有人口1206人，而人口密度為每平方千米14.39人。